# Convenzione sulla protezione dalle macchine, 1963
La Convenzione sulla protezione dalle macchine, 1963 è la convenzione n. C119 dell'Organizzazione internazionale del lavoro (ILO), adottata il 25 giugno 1963, a seguito della riunione del 5 giugno 1963 a Ginevra della Conferenza generale dell’Organizzazione internazionale del lavoro, nel corso della sua 47ª sessione.

## Ratifiche
A giugno 2023, la convenzione era stata ratificata da 52 Stati.